# ラテン語訳聖書

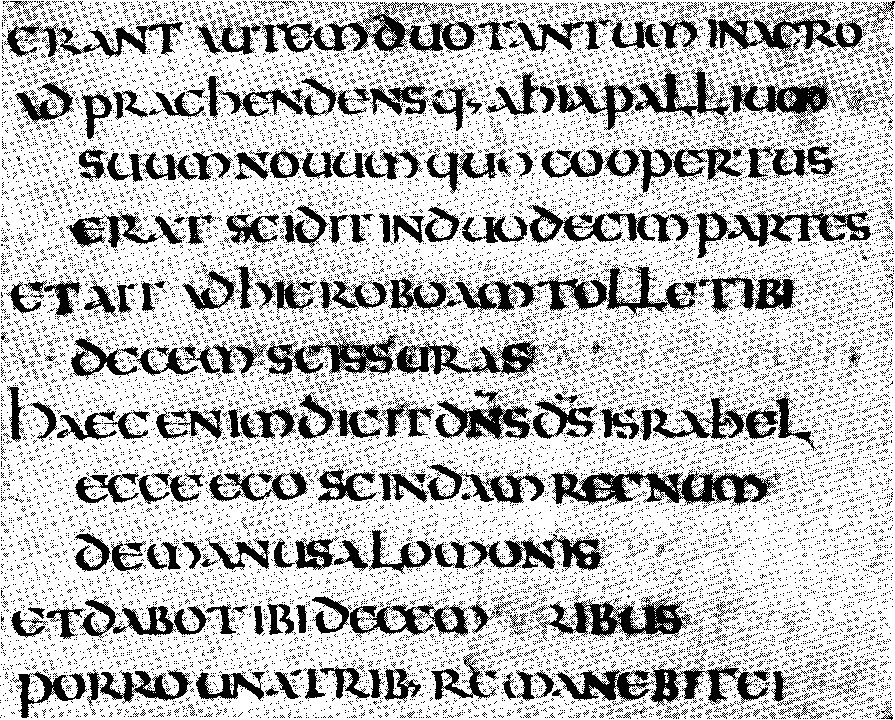
ヴルガータ聖書（9世紀、イギリス）

ラテン語訳聖書（ラテンごやくせいしょ）は、キリスト教聖書（旧約・新約）のラテン語への翻訳である。

## 歴史
初期キリスト教の時代には、断片的なラテン語翻訳が多数存在した。これらの断片訳は総称的に「古ラテン語聖書（Vetus Latina）」として知られる。旧約聖書に関しては、ギリシア語訳である『七十人訳聖書（セプトゥアギンタ）』が親しまれており、日常的に参照された。またヘブライ語の「マソラ本文」（Masoretic Text）からセプトゥアギンタに類似させた異本が作成された。これらの古い訳はみな、ヘブライ語あるいはギリシア語のほぼ逐語的な訳であり、元の言語の文章構造に大きく依存していた。こうした古い訳の可読性や翻訳の質には大きな幅があり、また慣用表現の訳し間違いが多かった。一部の間違いは翻訳者に起因するもので、またギリシア語の慣用表現をラテン語に直訳したために起こる誤謬もあった。
これらの古い訳本はすべて、聖ヒエロニムス（ヒエロニュモス）の『ウルガータ』版聖書の登場と共に廃れていった。ヒエロニムスはヘブライ語を知っており、当時流布していたラテン語聖書の訳文を、彼が理解した限りでのヘブライ語原文に適合する形に改訂し、纏め上げた。しかし、礼拝用（典礼用 liturgical）の『詩篇』には、しばしば古いラテン語訳聖書のものが使われた。
『ウルガータ』の項目で議論されている通り、ウルガータには幾つかの異なる翻訳版がある。クレメンスのウルガータ、シュトゥットガルトのウルガータなどである。このように複数の版があるのは、ウルガータを改訂し現代化しようとする、あるいはヒエロニムスの本来のウルガータを復元しようとする、様々な試みの存在を示している。
宗教改革において、ジャン・カルヴァンと親しい人文学者テオドール・ド・ベーズは、旧約聖書、アポクリファ（聖書外典）、新約聖書のそれぞれについて新たなラテン語訳を作り出した。しかしプロテスタントの間でラテン語訳聖書への需要は着実に減少して行き、ベーズの翻訳が広く流通することは一度もなかった。とはいえ、多数の聖書解釈学的脚注のあるベーズの訳本は、著名なジュネーヴ聖書の翻訳に影響を与えた。

## 現代
20世紀後半になって、新ウルガータ（Nova Vulgata）が作られている。

## ラテン語文比較
| ラテン語訳               | ヨハネ福音書 3章16節 |
| ------------------------ | --- |
| ウルガータ版             | Sic enim dilexit Deus mundum, ut Filium suum unigenitum daret, ut omnis qui credit in eum non pereat, sed habeat vitam æternam.         |
| テオドール・ド・ベーズ版 | Ita enim Deus dilexit mundum, ut Filium suum unigenitum illum dederit, ut quisquis credit in eum, non pereat, sed habeat vitam æternam. |
| 新ウルガータ版           | Sic enim dilexit Deus mundum, ut Filium suum unigenitum daret, ut omnis qui credit in eum non pereat, sed habeat vitam æternam.         |

日本語では、新約聖書：「神は、その独り子をお与えになったほどに、世を愛された。独り子を信じる者が一人も滅びないで、永遠の命を得るためである。」（新共同訳聖書から）

## 参照項目
- 聖書翻訳
- 言語別聖書の一覧